# Zemědělský půdní fond
Zemědělský půdní fond (dále jen „ZPF“) je „základním přírodním bohatstvím naší země, nenahraditelným výrobním prostředkem umožňujícím zemědělskou výrobu a je jednou z hlavních složek životního prostředí.“ Tvoří jej zemědělská půda (pozemky zemědělsky obhospodařované, to je orná půda, chmelnice, vinice, zahrady, ovocné sady, trvalé travní porosty) a půda, která byla a má být nadále zemědělsky obhospodařována, ale dočasně obdělávána není. Do ZPF náležejí též rybníky s chovem ryb nebo vodní drůbeže a nezemědělská půda potřebná k zajišťování zemědělské výroby, jako polní cesty, pozemky se zařízením důležitým pro polní závlahy, závlahové vodní nádrže, odvodňovací příkopy, hráze sloužící k ochraně před zamokřením nebo zátopou, technická protierozní opatření apod.
Ochrana ZPF spočívá ve vázanosti jeho využití pro zemědělské účely a dále též v právní úpravě jeho ochrany při územně plánovací činnosti, při zpracování návrhů na stanovení dobývacích prostorů, při stavební, těžební a průmyslové činnosti a při geologickém průzkumu (např. povinnost skrývky). K odnětí půdy ze ZPF je třeba souhlasu orgánu ochrany ZPF. Udělení souhlasu je předpokladem pro vydání územního rozhodnutí a stavebního povolení. Za odnětí půdy ze ZPF se platí odvody.
Orgánem ochrany ZPF je obecní úřad obce s rozšířenou působností (souhlasy s odnětím půdy do 1 ha výměry), krajský úřad (souhlasy s odnětím půdy o výměře od 1 do 10 ha), Ministerstvo životního prostředí (souhlasy s odnětím půdy o výměře nad 10 ha) a Česká inspekce životního prostředí. Na území národních parků je orgánem ochrany ZPF správa příslušného národního parku.